# Edward Blake
Pour les articles homonymes, voir Blake.
 (juillet 2019).
Dominick Edward Blake (né le 13 octobre 1833 et mort le 1er mars 1912) est un homme politique canadien.
Il est premier ministre de l'Ontario de 1871 à 1872 et chef du Parti libéral du Canada de 1880 à 1887. Il est un des trois seuls chefs libéraux non intérimaires à ne pas devenir premier ministre du Canada, les deux autres étant Stéphane Dion et Michael Ignatieff.

Edward Blake a été premier ministre de l'Ontario du 20 décembre 1871 au 25 octobre 1872.

## Biographie
Né dans le canton d'Adélaïde, Middlesex, province de l'Ontario, en octobre  1833, il fréquente le Upper Canada College et l’Université de Toronto, obtient un baccalauréat ès arts en 1854 et une maîtrise les arts en 1858. Il étudie aussi le droit et est admis au barreau en 1856. Par la suite, il réussit et s’enrichit comme avocat auprès de la cour de la chancellerie à Toronto.

## Carrière politique
Il entame la vie politique sur la scène provinciale. Élu pour Bruce-Sud à l'Assemblée législative de l'Ontario en 1867, il devint presque aussitôt leader de l'opposition.

## Premier ministre de l'Ontario
Il renverse le gouvernement de Sandfield McDonald en 1871 pour devenir le deuxième premier ministre de l'Ontario. Il quitte son poste et la vie politique provinciale dès 1872. Pendant son bref mandat, il aura solidement établi dans le patrimoine politique de la province de l'Ontario la dynastie libérale qui dirige l'Ontario de 1871 à 1905,.

## Politique fédérale
En 1872, il décide d’intégrer la Chambre des communes du Canada pour combattre le gouvernement de Sir John. Il ne manque pas de gens qui blâment leur audace et leur présomption, et cependant, deux ans après, la forteresse conservatrice tombe sous leurs coups, et Thon. McKenzie y arbore le drapeau de la réforme[réf. souhaitée].
Blake aurait pu être le chef de l'opposition en entrant dans la Chambre des communes, mais il n'a pas voulu l'être; il s'est contenté, pour se rendre aux sollicitations les plus pressantes de cent dix à cent quinze députés, de faire partie, pendant quelques mois, du ministère MacKenzie, sans portefeuille et sans salaire. À l'encontre de la plupart des hommes politiques qui prendraient bien le salaire sans le portefeuille, si c'était possible, Blake, lui, ne prend que la responsabilité et laisse de côté le salaire.
On a dit que les raisons privées alléguées par Blake n'ont pas été les seules qui l'aient empêché d'accepter le poste de chef de l'opposition ; on a prétendu qu'il se serait aperçu que les vieux libéraux du Haut-Canada le voyaient d'un mauvais œil devancer si rapidement les anciens. Il paraît certain que Blake, comme tous les hommes à grandes aspirations, veut arriver avec une idée, avec un drapeau à lui.[réf. souhaitée]
Ce n'est pas un de ces tribuns dont les éclats de voix font trembler les vitres et dont la déclamation passionnée soulève un auditoire ; il ne parle pas avec la chaleur et la violence qui caractérisaient l'éloquence de son père ; non, c'est un orateur parlementaire à la façon des Russell et des Gladstone, c'est l'homme d'État aux larges idées, aux théories élevées, à la logique invincible, au langage classique, dont chaque parole mérite d'être recueillie et méditée.
Son discours sur l'élection de Peterborough est un modèle de logique et d'argumentation ; les philippiques admirables qu'il a prononcées à London et à Bowmanville sont des chefs-d'œuvre de haute raison et d'éloquence patriotique.
Il n'est pas étonnant que Blake désire l'établissement d'une fédération de tous les pays qui composent l'Empire britannique avec un grand parlement où les colonies seraient représentées.

Edward Blake siège à la Chambre des Communes du Canada de 1867 à 1891.

Lorsque Blake proclame qu'il est temps que, dans les relations avec l'Angleterre et les pays étrangers, l'on songe d'abord à l'intérêt canadien, tous les hommes qui croient à l'avenir du Canada sont avec lui, mais lorsqu'il conclut que la fédération nous donnerait la politique nationale qu'il désire, l'on n'y est plus. Quoi qu'il en soit, nous applaudissons aux efforts patriotiques qu'il fait pour développer cet esprit national sans lequel une Nation ne peut exister.
Laissons ces grandes idées, ces généreux sentiments porter leurs fruits et soyons tranquilles sur la qualité de ces fruits. Blake est marié et père de plusieurs enfants, sa conduite est excellente, il est sobre comme un juge d'autrefois et presque aussi puritain que son ami MacKenzie. Il est affable, mais peu démonstratif ; il mène une vie simple et retirée ; la dignité et l'indépendance de son caractère lui font mépriser les petits moyens que les hommes politiques emploient trop souvent pour se rendre populaires ; il ne veut devoir le succès qu'à sa supériorité intellectuelle et à l'excellence de ses principes ; sous ce rapport il ressemble à l'honorable Monsieur Dorion ; il n'est pas étonnant qu'ils aient beaucoup d'estime l'un pour l'autre.
Blake est ministre de la Justice dans le gouvernement MacKenzie et chef du Parti libéral après la mort de MacKenzie. I1 n'a pas la consolation de mener son parti à la victoire dans le Parlement fédéral comme il l'a fait dans la Chambre locale, il ne peut réussir à faire accepter son programme sur la question du tarif. La protection n'a pas encore fait son temps ; acceptée par le Parti conservateur et adoptée par le gouvernement et le parlement après les élections de 1878, elle doit vivre et vit jusqu'à ce qu'une autre crise financière éclate.

## Retraite de la vie politique
Battu dans deux élections générales, Blake fatigué, déçu, se décide à abandonner la direction du Parti libéral, et même aux élections générales de 1891, il refuse de se porter candidat. Vaincu ou vainqueur, à la tête d'une majorité ou d'une minorité, premier ministre ou chef d'opposition, Blake est toujours le même, le premier dans les grands débats sur les questions de droit constitutionnel, de légalité et de justice.
C'est un grand avocat capable de discuter devant les plus grands tribunaux du monde les causes de l'ordre le plus élevé et toujours prêt à mettre son talent au service de la liberté, de la justice et du droit violés. Il le prouve en différentes circonstances, surtout lorsqu'au milieu de l'agitation produite par l'exécution de Riel, il entreprend de plaider la cause de ces pauvres Métis sans se soucier du mal que son courage doit lui causer parmi la population fanatisée de l'Ontario.
On trouve ces belles paroles sur les lèvres de Blake toutes les fois que la province de Québec demande justice. Elles font son éloge et donnent une idée de sa grandeur d'âme, mais elles expliquent aussi, peut-être, en partie, ses échecs politiques. Il est évident que Blake a plus d'une fois, en voulant être juste, diminué sa valeur politique dans sa province. Lorsque, par exemple, il dénonce dans les termes les plus véhéments les puissantes associations orangistes, il perd des circonscriptions.
Il se rend dans le parlement britannique, où il représente un comté irlandais et catholique. Il fait partie de la glorieuse phalange qui lutte pour donner à l'Irlande la liberté politique dont jouissent les sujets britanniques dans le monde entier. Écossais et protestant, il combat pour les Irlandais catholiques, comme il combattait pour les Métis, les Canadiens-Français et les catholiques du Canada.

## Archives
Il y a des fonds Edward Blake aux Archives de l'Ontario, à l'Université de Toronto et à Bibliothèque et Archives Canada.